# Liga de Voleibol Superior Femenino 2023
La Liga de Voleibol Superior Femenino 2023 si è svolta dal 2 febbraio all'11 maggio 2023: al torneo hanno partecipato 7 franchigie portoricane e la vittoria finale è andata per la diciannovesima volta, la seconda consecutiva, alle Pinkin de Corozal.

## Regolamento
Le squadre hanno disputato un girone all'italiana, sfidando ogni avversaria quattro volte, per un totale di 18 incontri; al termine della regular season:
- Le formazioni classificate dal terzo al sesto posto in classifica hanno avuto accesso ai quarti di finale, giocati al meglio delle cinque gare e con incroci basati sul piazzamento in stagione regolare col metodo della serpentina;
- Le formazioni classificate al primo e al secondo posto in classifica hanno avuto accesso diretto alle semifinali, con incroci basati sul piazzamento in stagione regolare col metodo della serpentina, dove sono state raggiunte dalle due formazioni vincitrici ai quarti di finale e hanno giocato al meglio delle sette gare, così come in finale.

### Criteri di classifica
Se il risultato finale è stato di 3-0 o 3-1 sono stati assegnati 3 punti alla squadra vincente e 0 a quella sconfitta, se il risultato finale è stato di 3-2 sono stati assegnati 2 punti alla squadra vincente e 1 a quella sconfitta.
L'ordine del posizionamento in classifica è stato definito in base a:
- Punti;
- Numero di partite vinte;
- Ratio dei set vinti/persi;
- Ratio dei punti realizzati/subiti.

## Squadre partecipanti
La campionato di Liga de Voleibol Superior Femenino 2023 partecipano 7 franchigie.
Delle franchigie aventi il diritto di partecipazione:
- Le Sanjuaneras de la Capital, reduci da una stagione di sospensione, partecipano con la nuova denominazione Cangrejeras de Santurce.
- Le Leonas de Ponce tornano nella lega dopo un'annata di inattività.

| Club                    | Stagione | Città     | Impianto                        | Stagione precedente                      |
| ----------------------- | -------- | --------- | ------------------------------- | ---------------------------------------- |
| Atenienses de Manatí    | dettagli | Manatí    | Coliseo Juan Aubín Cruz Abreu   | 3ª in LVSF, semifinali play-off scudetto |
| Cangrejeras de Santurce | dettagli | San Juan  | Coliseo Roberto Clemente        | -                                        |
| Changas de Naranjito    | dettagli | Naranjito | Coliseo Gelito Ortega           | 5ª in LVSF                               |
| Criollas de Caguas      | dettagli | Caguas    | Coliseo Roger L. Mendoza        | 1ª in LVSF, finale play-off scudetto     |
| Leonas de Ponce         | dettagli | Ponce     | Coliseo Salvador Dijols         | -                                        |
| Pinkin de Corozal       | dettagli | Corozal   | Coliseo Carmen Zoraida Figueroa | 2ª in LVSF, Campionesse di Porto Rico    |
| Valencianas de Juncos   | dettagli | Juncos    | Coliseo Rafael Amalbert         | 4ª in LVSF, semifinali play-off scudetto |

## Torneo

### Regular season

#### Risultati
| Risultati Regular season |                      |     |                                   |
|                          |                      |     |                                   |
| 02-02                    | Ponce - Juncos       | 0-3 | 18-25, 12-25, 23-25               |
| 02-02                    | Naranjito - Manatí   | 3-1 | 25-23, 23-25, 25-18, 25-16        |
| 04-02                    | Manatí - Ponce       | 3-0 | 26-24, 25-19, 25-19               |
| 04-02                    | Juncos - Santurce    | 0-3 | 21-25, 24-26, 17-25               |
| 04-02                    | Corozal - Caguas     | 3-2 | 25-18, 27-29, 14-25, 25-20, 15-10 |
| 08-02                    | Ponce - Naranjito    | 0-3 | 19-25, 18-25, 23-25               |
| 10-02                    | Manatí - Caguas      | 2-3 | 25-27, 26-24, 19-25, 25-21, 9-15  |
| 10-02                    | Santurce - Naranjito | 3-0 | 25-22, 29-27, 25-19               |
| 11-02                    | Juncos - Corozal     | 2-3 | 25-20, 25-21, 21-25, 22-25, 13-15 |
| 15-02                    | Santurce - Ponce     | 3-0 | 25-19, 25-22, 25-7                |
| 15-02                    | Manatí - Juncos      | 3-1 | 25-18, 22-25, 25-18, 25-19        |
| 16-02                    | Caguas - Naranjito   | 1-3 | 21-25, 25-14, 20-25, 19-25        |
| 17-02                    | Corozal - Manatí     | 0-3 | 19-25, 19-25, 19-25               |
| 18-02                    | Ponce - Caguas       | 0-3 | 19-25, 23-25, 20-25               |
| 18-02                    | Naranjito - Corozal  | 3-2 | 19-25, 26-24, 20-25, 25-22, 15-10 |
| 19-02                    | Caguas - Santurce    | 1-3 | 25-18, 14-25, 23-25, 19-25        |
| 19-02                    | Manatí - Naranjito   | 1-3 | 15-25, 25-22, 18-25, 23-25        |
| 22-02                    | Santurce - Caguas    | 3-1 | 25-20, 17-25, 25-20, 25-20        |
| 23-02                    | Juncos - Naranjito   | 0-3 | 19-25, 22-25, 23-25               |
| 23-02                    | Corozal - Ponce      | 3-0 | 25-19, 25-21, 25-12               |
| 24-02                    | Manatí - Santurce    | 1-3 | 16-25, 18-25, 25-21, 20-25        |
| 25-02                    | Juncos - Ponce       | 3-1 | 25-20, 25-27, 25-18, 25-21        |
| 25-02                    | Corozal - Caguas     | 0-3 | 26-28, 27-29, 21-25               |
| 26-02                    | Ponce - Manatí       | 3-2 | 19-25, 25-21, 21-25, 25-23, 18-16 |
| 26-02                    | Santurce - Corozal   | 3-0 | 25-15, 25-13, 29-27               |
| 01-03                    | Manatí - Corozal     | 3-1 | 15-25, 25-19, 25-21, 25-21        |
| 02-03                    | Juncos - Caguas      | 3-2 | 20-25, 25-19, 13-25, 25-16, 15-9  |
| 02-03                    | Naranjito - Ponce    | 3-1 | 25-19, 22-25, 25-21, 25-22        |
| 04-03                    | Naranjito - Santurce | 3-1 | 18-25, 25-23, 25-14, 25-18        |
| 04-03                    | Caguas - Manatí      | 3-1 | 25-18, 23-25, 25-21, 25-22        |
| 04-03                    | Corozal - Juncos     | 3-0 | 25-23, 25-20, 25-16               |
| 05-03                    | Naranjito - Caguas   | 1-3 | 16-25, 25-19, 18-25, 23-25        |

| Risultati regular season |                      |     |                                   |
|                          |                      |     |                                   |
| 05-03                    | Ponce - Santurce     | 3-1 | 25-23, 19-25, 25-17, 25-23        |
| 08-03                    | Juncos - Manatí      | 2-3 | 22-25, 25-23, 17-25, 25-23, 9-15  |
| 09-03                    | Caguas - Ponce       | 3-2 | 25-12, 31-29, 18-25, 15-25, 15-13 |
| 10-03                    | Manatí - Ponce       | 0-3 | 20-25, 20-25, 21-25               |
| 10-03                    | Corozal - Naranjito  | 3-0 | 25-22, 25-23, 25-23               |
| 10-03                    | Caguas - Santurce    | 3-0 | 25-15, 25-23, 25-11               |
| 12-03                    | Naranjito - Juncos   | 3-0 | 27-25, 25-17, 25-20               |
| 12-03                    | Ponce - Corozal      | 1-3 | 17-25, 18-25, 26-24, 20-25        |
| 15-03                    | Manatí - Caguas      | 1-3 | 24-26, 19-25, 25-22, 21-25        |
| 15-03                    | Ponce - Juncos       | 1-3 | 25-22, 18-25, 22-25, 23-25        |
| 16-03                    | Corozal - Santurce   | 3-1 | 25-20, 25-13, 19-25, 26-24        |
| 18-03                    | Naranjito - Manatí   | 1-3 | 14-25, 25-21, 18-25, 24-26        |
| 18-03                    | Juncos - Santurce    | 0-3 | 22-25, 19-25, 23-25               |
| 18-03                    | Caguas - Corozal     | 0-3 | 22-25, 18-25, 25-27               |
| 19-03                    | Manatí - Juncos      | 3-0 | 25-19, 26-24, 25-20               |
| 23-03                    | Santurce - Juncos    | 3-1 | 27-25, 25-23, 23-25, 25-19        |
| 24-03                    | Corozal - Manatí     | 3-0 | 25-23, 25-23, 26-24               |
| 24-03                    | Caguas - Naranjito   | 0-3 | 15-25, 20-25, 17-25               |
| 25-03                    | Santurce - Ponce     | 3-0 | 25-18, 25-21, 25-18               |
| 25-03                    | Caguas - Juncos      | 3-0 | 25-23, 25-11, 25-15               |
| 26-03                    | Naranjito - Corozal  | 1-3 | 13-25, 21-25, 25-21, 16-25        |
| 27-03                    | Santurce - Manatí    | 3-1 | 13-25, 25-20, 25-23, 25-19        |
| 29-03                    | Juncos - Naranjito   | 3-2 | 23-25, 25-20, 25-16, 15-25, 15-11 |
| 29-03                    | Corozal - Ponce      | 3-2 | 25-17, 21-25, 20-25, 25-20, 15-12 |
| 31-03                    | Ponce - Caguas       | 1-3 | 13-25, 25-20, 14-25, 16-25        |
| 31-03                    | Juncos - Corozal     | 1-3 | 25-27, 21-25, 26-24, 20-25        |
| 31-03                    | Naranjito - Santurce | 1-3 | 25-21, 23-25, 13-25, 24-26        |
| 01-04                    | Caguas - Juncos      | 3-0 | 25-19, 25-16, 25-22               |
| 02-04                    | Ponce - Naranjito    | 1-3 | 12-25, 25-20, 22-25, 17-25        |
| 02-04                    | Santurce - Manatí    | 1-3 | 19-25, 25-18, 19-25, 21-25        |
| 05-04                    | Santurce - Corozal   | 3-0 | 25-15, 25-16, 25-20               |

#### Classifica
| Pos. | Squadra                 | Pt | G  | V  | P  | SV | SP | Ratio | PF | PS | Ratio |
| ---- | ----------------------- | -- | -- | -- | -- | -- | -- | ----- | -- | -- | ----- |
| 1    | Cangrejeras de Santurce | 39 | 18 | 13 | 5  |    |    |       |    |    |       |
| 2    | Pinkin de Corozal       | 34 | 18 | 12 | 6  |    |    |       |    |    |       |
| 3    | Changas de Naranjito    | 33 | 18 | 11 | 7  |    |    |       |    |    |       |
| 4    | Criollas de Caguas      | 33 | 18 | 11 | 7  |    |    |       |    |    |       |
| 5    | Atenienses de Manatí    | 25 | 18 | 8  | 10 |    |    |       |    |    |       |
| 6    | Valencianas de Juncos   | 15 | 18 | 5  | 13 |    |    |       |    |    |       |
| 7    | Leonas de Ponce         | 10 | 18 | 3  | 15 |    |    |       |    |    |       |

      Qualificata alle semifinali play-off scudetto.
      Qualificata ai play-off scudetto.

### Play-off scudetto
|  | Quarti di finale | Quarti di finale      | Quarti di finale  | Quarti di finale     | Quarti di finale | Quarti di finale | Quarti di finale |                         |   | Semifinali | Semifinali              | Semifinali | Semifinali | Semifinali | Semifinali | Semifinali | Semifinali | Semifinali |  |  | Finale | Finale | Finale | Finale | Finale | Finale | Finale | Finale | Finale |  |
|  |                  |                       |                   |                      |                  |                  |                  |                         |   |            |                         |            |            |            |            |            |            |            |  |  |        |        |        |        |        |        |        |        |        |  |
|  |                  |                       |                   |                      |                  |                  |                  |                         |   | 1          | Cangrejeras de Santurce | 3          | 3          | 2          | 3          | 3          |            |            |  |  |        |        |        |        |        |        |        |        |        |  |
|  |                  |                       |                   |                      |                  |                  |                  |                         |   | 1          | Cangrejeras de Santurce | 3          | 3          | 2          | 3          | 3          |            |            |  |  |        |        |        |        |        |        |        |        |        |  |
|  |                  |                       | 5                 | Atenienses de Manatí | 1                | 0                | 3                | 1                       | 0 |            |                         |            |            |            |            |            |            |            |  |  |        |        |        |        |        |        |        |        |        |  |
|  | 4                | Criollas de Caguas    | 5                 | Atenienses de Manatí | 1                | 0                | 3                | 1                       | 0 | 2          | 1                       | 2          |            |            |            |            |            |            |  |  |        |        |        |        |        |        |        |        |        |  |
|  | 4                | Criollas de Caguas    |                   |                      |                  |                  |                  |                         |   |            |                         |            |            |            |            |            |            |            |  |  |        |        |        |        |        |        |        |        |        |  |
|  | 5                | Atenienses de Manatí  | 3                 | 3                    | 3                |                  |                  |                         |   |            |                         |            |            |            |            |            |            |            |  |  |        |        |        |        |        |        |        |        |        |  |
|  | 5                | Atenienses de Manatí  | 3                 | 3                    | 3                |                  | 1                | Cangrejeras de Santurce | 3 | 1          | 1                       | 0          | 1          |            |            |            |            |            |  |  |        |        |        |        |        |        |        |        |        |  |
|  |                  |                       |                   |                      |                  |                  |                  |                         |   |            |                         |            |            |            |            |            |            |            |  |  |        |        |        |        |        |        |        |        |        |  |
|  |                  |                       | 2                 | Pinkin de Corozal    | 1                | 3                | 3                | 3                       | 3 |            |                         |            |            |            |            |            |            |            |  |  |        |        |        |        |        |        |        |        |        |  |
|  |                  |                       |                   |                      |                  |                  |                  | 3                       | 3 |            |                         |            |            |            |            |            |            |            |  |  |        |        |        |        |        |        |        |        |        |  |
|  |                  |                       |                   |                      |                  |                  |                  |                         |   |            |                         |            |            |            |            |            |            |            |  |  |        |        |        |        |        |        |        |        |        |  |
|  |                  |                       |                   |                      |                  |                  |                  |                         |   |            |                         |            |            |            |            |            |            |            |  |  |        |        |        |        |        |        |        |        |        |  |
|  |                  | 2                     | Pinkin de Corozal | 3                    | 3                | 1                | 3                | 3                       |   |            |                         |            |            |            |            |            |            |            |  |  |        |        |        |        |        |        |        |        |        |  |
|  |                  |                       |                   |                      |                  |                  |                  | 3                       |   |            |                         |            |            |            |            |            |            |            |  |  |        |        |        |        |        |        |        |        |        |  |
|  |                  |                       | 3                 | Changas de Naranjito | 2                | 1                | 3                | 2                       | 0 |            |                         |            |            |            |            |            |            |            |  |  |        |        |        |        |        |        |        |        |        |  |
|  | 3                | Changas de Naranjito  | 3                 | Changas de Naranjito | 2                | 1                | 3                | 2                       | 0 | 3          | 3                       | 3          |            |            |            |            |            |            |  |  |        |        |        |        |        |        |        |        |        |  |
|  | 3                | Changas de Naranjito  |                   |                      |                  |                  |                  |                         |   |            |                         |            |            |            |            |            |            |            |  |  |        |        |        |        |        |        |        |        |        |  |
|  | 6                | Valencianas de Juncos | 0                 | 0                    | 0                |                  |                  |                         |   |            |                         |            |            |            |            |            |            |            |  |  |        |        |        |        |        |        |        |        |        |  |

#### Quarti di finale
| Gara 1 |                    |     |                                   |
|        |                    |     |                                   |
| 08-04  | Caguas - Manatí    | 2-3 | 25-11, 25-22, 29-31, 21-25, 11-15 |
| 09-04  | Naranjito - Juncos | 3-0 | 25-18, 25-22, 25-22               |

| Gara 2 |                    |     |                            |
|        |                    |     |                            |
| 09-04  | Manatí - Caguas    | 3-1 | 26-24, 25-18, 23-25, 25-15 |
| 10-04  | Juncos - Naranjito | 0-3 | 22-25, 22-25, 13-25        |

| \| Gara 3 \| \| \| \| \| \| \| \| \| \| 11-04 \| Caguas - Manatí \| 2-3 \| 25-21, 17-25, 19-25, 25-20, 6-15 \| \| 12-04 \| Naranjito - Juncos \| 3-0 \| 25-16, 25-20, 25-17 \| |                    |     |                                  |
| Gara 3 |                    |     |                                  |
| |                    |     |                                  |
| 11-04 | Caguas - Manatí    | 2-3 | 25-21, 17-25, 19-25, 25-20, 6-15 |
| 12-04 | Naranjito - Juncos | 3-0 | 25-16, 25-20, 25-17              |

#### Semifinali
| Gara 1 |                     |     |                                   |
|        |                     |     |                                   |
| 18-04  | Santurce - Manatí   | 3-1 | 23-25, 25-21, 21-19, 25-11        |
| 19-04  | Corozal - Naranjito | 3-2 | 25-21, 25-21, 22-25, 22-25, 15-10 |

| Gara 2 |                     |     |                            |
|        |                     |     |                            |
| 20-04  | Manatí - Santurce   | 0-3 | 22-25, 16-25, 22-25        |
| 21-04  | Naranjito - Corozal | 1-3 | 25-20, 23-25, 20-25, 25-27 |

| Gara 3 |                     |     |                                  |
|        |                     |     |                                  |
| 23-04  | Santurce - Manatí   | 2-3 | 20-25, 28-26, 25-17, 21-25, 9-15 |
| 23-04  | Corozal - Naranjito | 1-3 | 14-25, 22-25, 25-22, 25-27       |

| Gara 4 |                     |     |                                   |
|        |                     |     |                                   |
| 25-04  | Manatí - Santurce   | 1-3 | 25-20, 23-25, 21-25, 16-25        |
| 26-04  | Naranjito - Corozal | 2-3 | 25-19, 25-23, 20-25, 23-25, 10-15 |

| \| Gara 5 \| \| \| \| \| \| \| \| \| \| 27-04 \| Santurce - Manatí \| 3-0 \| 28-26, 25-23, 25-16 \| \| 28-04 \| Corozal - Naranjito \| 3-0 \| 25-17, 25-20, 25-21 \| |                     |     |                     |
| Gara 5 |                     |     |                     |
| |                     |     |                     |
| 27-04 | Santurce - Manatí   | 3-0 | 28-26, 25-23, 25-16 |
| 28-04 | Corozal - Naranjito | 3-0 | 25-17, 25-20, 25-21 |

#### Finale
| Gara 1 |                    |     |                            |
|        |                    |     |                            |
| 02-05  | Santurce - Corozal | 3-1 | 25-22, 11-25, 25-19, 25-17 |

| Gara 2 |                    |     |                            |
|        |                    |     |                            |
| 05-05  | Corozal - Santurce | 3-1 | 25-23, 25-17, 20-25, 25-17 |

| Gara 3 |                    |     |                            |
|        |                    |     |                            |
| 07-05  | Santurce - Corozal | 1-3 | 23-25, 19-25, 25-21, 25-27 |

| Gara 4 |                    |     |                     |
|        |                    |     |                     |
| 09-05  | Corozal - Santurce | 3-0 | 25-23, 25-21, 25-14 |

| \| Gara 5 \| \| \| \| \| \| \| \| \| \| 11-05 \| Santurce - Corozal \| 1-3 \| 25-20, 14-25, 20-25, 22-25 \| |                    |     |                            |
| Gara 5 |                    |     |                            |
| |                    |     |                            |
| 11-05 | Santurce - Corozal | 1-3 | 25-20, 14-25, 20-25, 22-25 |

## Premi individuali
| Premio                   | Giocatrice         | Squadra                 |
| ------------------------ | ------------------ | ----------------------- |
| MVP della Regular Season | Paola Santiago     | Pinkin de Corozal       |
| MVP delle finali         | Victoria Dilfer    | Pinkin de Corozal       |
| Miglior palleggiatrice   | Victoria Dilfer    | Pinkin de Corozal       |
| Rising star              | Keishlyann Sánchez | Valencianas de Juncos   |
| Miglior ritorno          | Andrea Rangel      | Changas de Naranjito    |
| Miglior esordiente       | Paola Santiago     | Pinkin de Corozal       |
| Miglior libero           | Valeria León       | Leonas de Ponce         |
| Miglior allenatore       | Ángel Pérez        | Pinkin de Corozal       |
| Miglior presidente       | Lillibeth Rojas    | Pinkin de Corozal       |
| All-Star Team            | Natalia Valentín   | Cangrejeras de Santurce |
| All-Star Team            | Nia Robinson       | Leonas de Ponce         |
| All-Star Team            | Karla Santos       | Atenienses de Manatí    |
| All-Star Team            | Paola Santiago     | Pinkin de Corozal       |
| All-Star Team            | Alejandra Argüello | Changas de Naranjito    |
| All-Star Team            | Neira Ortiz        | Cangrejeras de Santurce |
| All-Star Team            | Valeria León       | Leonas de Ponce         |